# Piotr Klimczak
Piotr Klimczak (ur. 18 stycznia 1980 w Nowym Sączu) – polski lekkoatleta, sprinter, olimpijczyk z Pekinu.

## Osiągnięcia
Olimpijczyk z Aten (2004). Reprezentant AZS-AWF Kraków. Lekkoatletykę zaczął uprawiać późno, wcześniej był piłkarzem LKS Zawada Nowy Sącz. Halowy wicemistrz świata w sztafecie 4 x 400 m z Moskwy (2006) (3:04.67), czwarty w sztafecie podczas HMŚ w Walencji (2008 - 3:08.76). Brązowy medalista HME z Birmingham (2007) oraz HME z Turynu (2009). Dwukrotny złoty medalista uniwersjady w sztafecie 4 x 400 m (Izmir 2005, z czasem 3:02.57; Bangkok 2007 z czasem 3:02.05) i srebrny medalista uniwersjady w Bangkoku (2007) w biegu na 400 m z wynikiem 46.06. Dwukrotny zwycięzca halowego pucharu świata wojskowych w Atenach (2009): na 400 m z wynikiem 48.03 oraz w sztafecie 4 x 400 m (3:14.18). 3-krotnie stawał na podium PE w sztafecie: 2004 - 3. miejsce, 2005 i 2006 - 2. miejsce. Mistrz Polski w biegu indywidualnym na 400 m (2008). Podczas Igrzysk Olimpijskich w Pekinie Klimczak był w finale olimpijskim razem ze sztafetą 4x400 metrów, będąc zarówno w eliminacjach jak i w finale jej najszybszym uczestnikiem. Ostatecznie Polacy zostali sklasyfikowani na 7. miejscu. 
Klimczak jest żołnierzem jednostki wojskowej w Nisku. W czerwcu 2009 wystąpił podczas mistrzostw świata wojskowych w Sofii, zdobywając złoty medal w biegu na 400 m wynikiem 46.52 (el. 46.35) i srebrny w sztafecie 4 x 400 m (3:08.20). 

## Rekordy życiowe
- bieg na 200 metrów – 21,06 s. (27 maja 2006, Biała Podlaska)
- bieg na 300 metrów – 33,44 s. (17 maja 2009, Warszawa)
- bieg na 400 metrów
  - (stadion) – 45,60 s. (31 lipca 2005, Poznań) - 20. wynik w historii polskiej lekkoatletyki[2]
  - (hala) – 47,07 s. (22 lutego 2009, Spała)